# Плане (Кот-д’Ор)
Плане́ (фр. Planay) — коммуна во Франции, находится в регионе Бургундия. Департамент коммуны — Кот-д’Ор. Входит в состав кантона Лень. Округ коммуны — Монбар.
Код INSEE коммуны — 21484.

## Население
Население коммуны на 2010 год составляло 81 человек.
| 1962 | 1968 | 1975 | 1982 | 1990 | 1999 | 2010 |
| ---- | ---- | ---- | ---- | ---- | ---- | ---- |
| 124  | 99   | 88   | 81   | 63   | 77   | 81   |

## Экономика
В 2010 году среди 49 человек трудоспособного возраста (15—64 лет) 23 были экономически активными, 26 — неактивными (показатель активности — 46,9 %, в 1999 году было 44,4 %). Из 23 активных жителей работали 20 человек (10 мужчин и 10 женщин), безработных было 3 (1 мужчина и 2 женщины). Среди 26 неактивных 6 человек были учениками или студентами, 3 — пенсионерами, 17 были неактивными по другим причинам.